# Сиверга
Сиверга (каз. Сиверга) — горько-солёное озеро, расположенное на границе Казахстана и России, в Кызылжарском районе Северо-Казахстанской области и Бердюжском и Казанском районах Тюменской области.

## Описание
Площадь поверхности озера составляет 53 км². Наибольшая длина озера — 12 км, наибольшая ширина — 5 км. Длина береговой линии составляет 53 км. Озеро расположено на высоте 118 м над уровнем моря.
Вблизи озера расположены деревни Половинное и Новоалександровка.
Акватория Сиверги является особо охраняемой природной территорией регионального значения с 2002 года. Является местом гнездования птиц, в том числе степного луня и шилоклювки, а также местом остановки перелётных видов: куликов, чаек, гусей, уток. Отмечено обитание кудрявого пеликана.
Минерализация вод равна 62,9 г/л, среди растворённых элементом отмечены бром, бор, литий, магний; в донных осадках содержатся цирконий, иттербий, иттрий, никель.